# Wohn- und Geschäftshaus Bahnhofstraße 14
Das Wohn- und Geschäftshaus Bahnhofstraße 14, an der Südseite, in der niedersächsischen Kreisstadt Cuxhaven im Landkreis Cuxhaven stammt vom Anfang des 20. Jahrhunderts. Aktuell (2024) wird es als Wohn- und Geschäftshaus genutzt.
Das Gebäude steht unter Denkmalschutz (siehe auch Liste der Baudenkmale in Cuxhaven).

## Geschichte und Beschreibung
Der ursprüngliche Sand- und Schotterweg wurde als Bahnhofstraße 1899 nach dem Stadtbahnhof benannt und ab 1904 bebaut.
Das viergeschossige traufständige verblendete massive Gebäude mit ziegelgedecktem Satteldach mit bauzeitlicher Gaube sowie mit Neorokoko- und Jugendstil-Elementen wurde 1904 (Inschrift) nach Plänen des Architekten Rudolph Glocke gebaut. Seitlich steht als Risalit ein fünfgeschossiges Türmchen mit geschwungener ziegelgedeckter Glockenhaube und Balkon mit gusseiserner Brüstung. Die Straßenfassade wurde verblendet mit hell glasierten Steinen und Putzdekor wie horizontalen Bändern und Stuckreliefs oberhalb der Fensterumrandungen. Der Eingang befindet sich rechts in einer zurückgesetzten Achse.
Das Landesdenkmalamt befand u. a.: „[…] Wohnhäuser stammen mit ihrer Verblendung aus hell glasierten Backsteinen und dem Putzdekor, in dem sich Rokokoelemente mit floralen Jugendstilformen mischen, […]“
Daneben steht rechts das denkmalgeschützte Wohn- und Geschäftshaus Bahnhofstraße 12 von 1905.
Der Architekt Glocke entwarf u. a. auch das Wohn- und Geschäftshaus Alter Deichweg 17, die Wohnhäuser Am Seedeich 5, Catharinenstraße 22, Deichstraße 4, Friedrich-Carl-Straße 15, Villa Savannah und das Hotel Cuxhavener Straße 103.